# Balanzac
Balanzac ist eine westfranzösische Gemeinde mit 614 Einwohnern (Stand 1. Januar 2022) im Département Charente-Maritime in der Region Nouvelle-Aquitaine. Die Bewohner werden Balanzacais und Balanzacaises genannt.

## Lage
Balanzac liegt in einer Höhe von etwa 25 Metern ü. d. M. in der historischen Kulturlandschaft der Saintonge etwa 17 Kilometer (Fahrtstrecke) westlich von Saintes bzw. 31 Kilometer südöstlich von Rochefort.

## Bevölkerungsentwicklung
| Jahr      | 1962 | 1968 | 1975 | 1982 | 1990 | 1999 | 2006 | 2017 |
| Einwohner | 367  | 360  | 331  | 348  | 355  | 344  | 449  | 549  |

Im 19. Jahrhundert hatte der Ort stets zwischen 500 und 650 Einwohner. Die Reblauskrise und die Mechanisierung der Landwirtschaft führten zu einem Bevölkerungsrückgang, der in den letzten Jahrzehnten wegen der Nähe zu den Großstädten Saintes und Rochefort und den vergleichsweise niedrigen Mieten und Grundstückspreisen in Balanzac gestoppt werden konnte.

## Wirtschaft
Über Jahrhunderte spielte die Landwirtschaft zum Zweck der Selbstversorgung der Bevölkerung die größte Rolle im Wirtschaftsleben der Gemeinde. Doch wurde in Gegend schon seit der Römerzeit auch Wein angebaut, der seit der frühen Neuzeit destilliert und nach Nordeuropa (v. a. nach England) exportiert wurde. Balanzac gehört zu den Bois ordinaires et communs des Weinbaugebietes Cognac, doch werden die meisten Trauben zu Wein und Pineau des Charentes verarbeitet.

## Geschichte
Die Tatsache, dass der Ort eine romanische Kirche besitzt, lässt auf eine lange Besiedlung schließen. Zusammen mit der Nachbargemeinde Nancras trat er am 1. Januar 2013 dem Gemeindeverband Communauté de communes Cœur de Saintonge bei.

## Sehenswürdigkeiten
- Die kleine Pfarrkirche Sainte-Madeleine aus dem 12. Jahrhundert wurde im 19. Jahrhundert umgestaltet und steht etwas außerhalb des Dorfes am Rand einer leichten Anhöhe. Es ist ein einfacher schmuckloser Bau mit einer kleinen oktogonalen Glockenstube mit Spitzhelm, der lange Jahre auch als Schlosskapelle diente. Das einschiffige Innere hat ungegliederte Wände und einen offenen Dachstuhl; die Wände des leicht erhöhten Chores und der Apsis sind leicht nach innen eingezogen und von einem Tonnengewölbe überspannt.

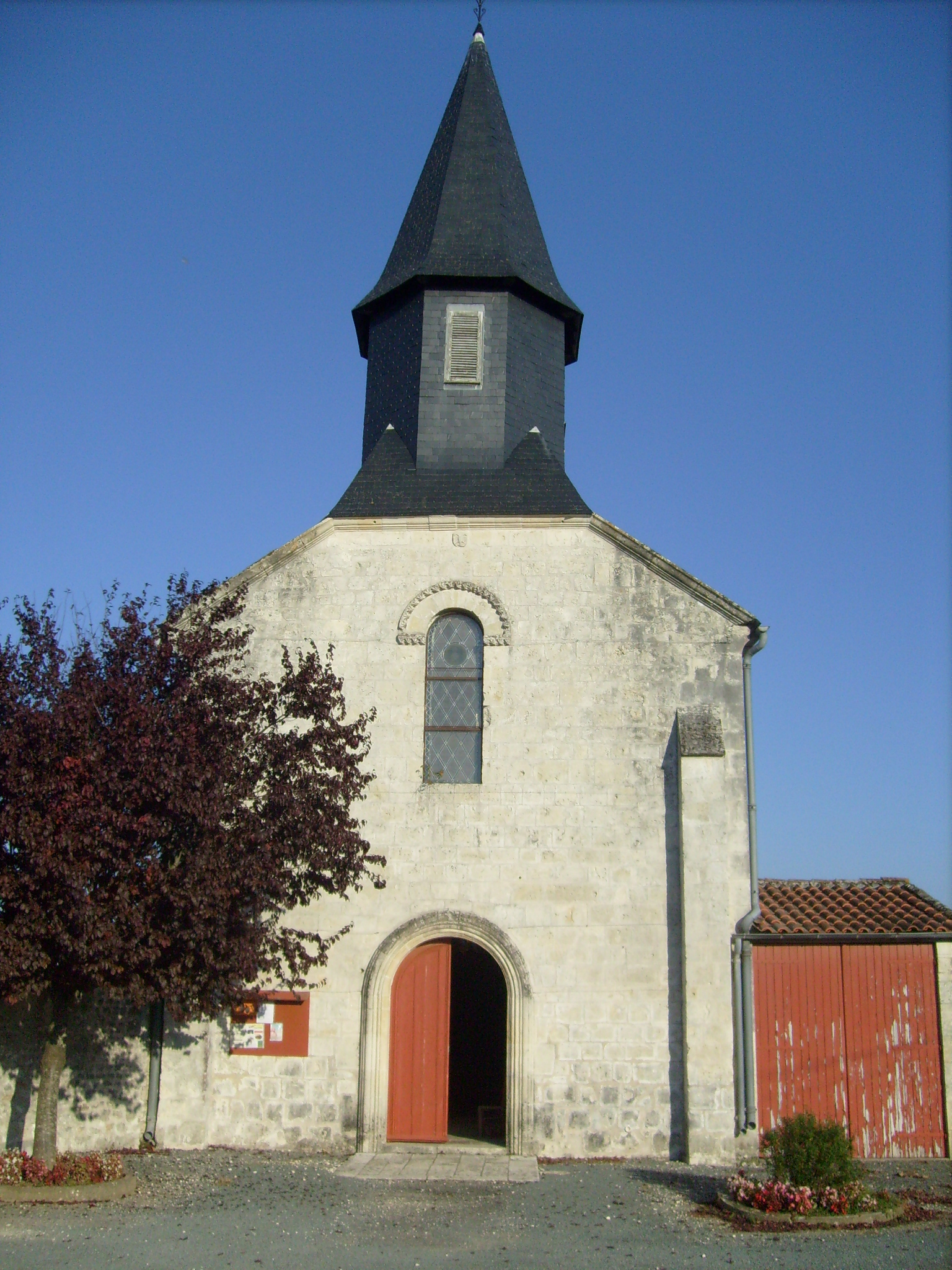
Kirche Sainte-Madeleine
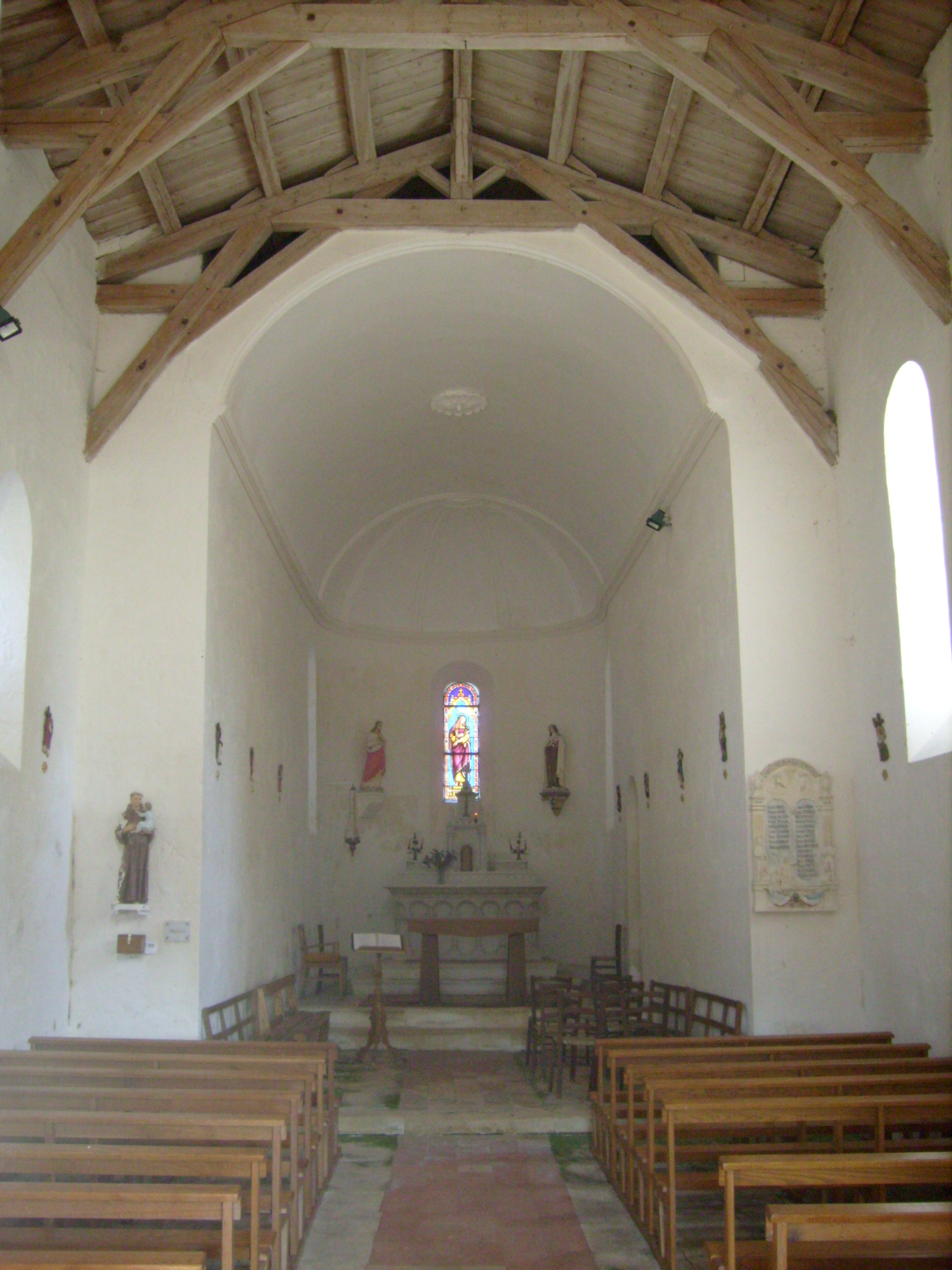
Kirchenschiff, Chor und Apsis
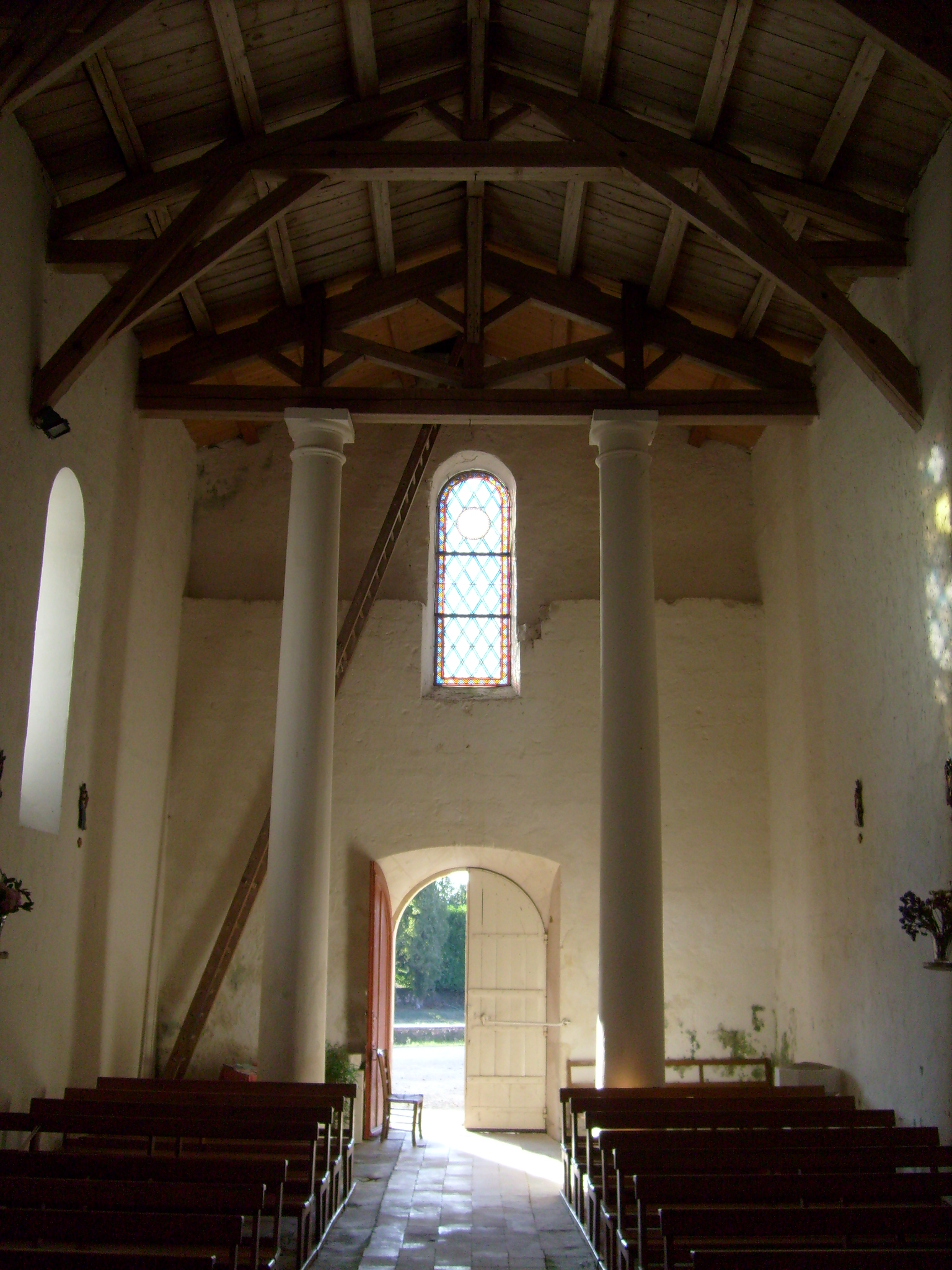
Kirchenschiff von Westen

- Das Château de Balanzac ist eine Anlage aus dem 15. Jahrhundert, die jedoch im 16. Jahrhundert in der Zeit der Religionskriege von einer Mauer umgeben wurde und mit ihren Scharwachttürmchen (échauguettes) durchaus noch mittelalterliches Flair atmet. In den darauffolgenden Jahrhunderten wurde die Anlage, die eher einem Gutshof ähnelt, erweitert. Sie befindet sich in Privatbesitz und ist seit den Jahren 1957 und 1994 als Monument historique[1] eingeschrieben.